# Habenaria quadrifolia
Habenaria quadrifolia är en orkidéart som beskrevs av Charles Frappier och Eugène Jacob de Cordemoy. Habenaria quadrifolia ingår i släktet Habenaria och familjen orkidéer.
Artens utbredningsområde är Réunion. Inga underarter finns listade i Catalogue of Life.